# Мегаполис-экспресс
Мегапо́лис-экспре́сс — советская и российская еженедельная газета, существовавшая в 1990—2005 годы.
Первые годы была серьёзным изданием, но затем тематика изменилась — интервью со звёздами эстрады и спорта, целителями, радикальными художниками, экстраординарными людьми, городскими сумасшедшими, называющими себя ведьмами или колдунами, а также сталинистами, репортажи как о реальных событиях, так и о «городских легендах», например, о нашествии крыс-мутантов, якобы обитающих в столичной подземке, обзор жизни социальных низов столицы и городские легенды. На обложке, как правило, публиковалась «завлекательная» фотография — портрет начинающей фотомодели. Одной из самых популярных рубрик был кроссворд Вадима Трухачева, публиковавшегося под псевдонимом «Ливадия Тим».
Выходила под слоганом «Экзотика городской жизни».
Выпускалась в печатном виде. Объём — 16-48 полос; периодичность выхода — один раз в неделю; формат — A3.
Главный редактор газеты «Мегаполис-экспресс» — Лев Кулаков. Шеф-редактор — Владимир Волин

## История

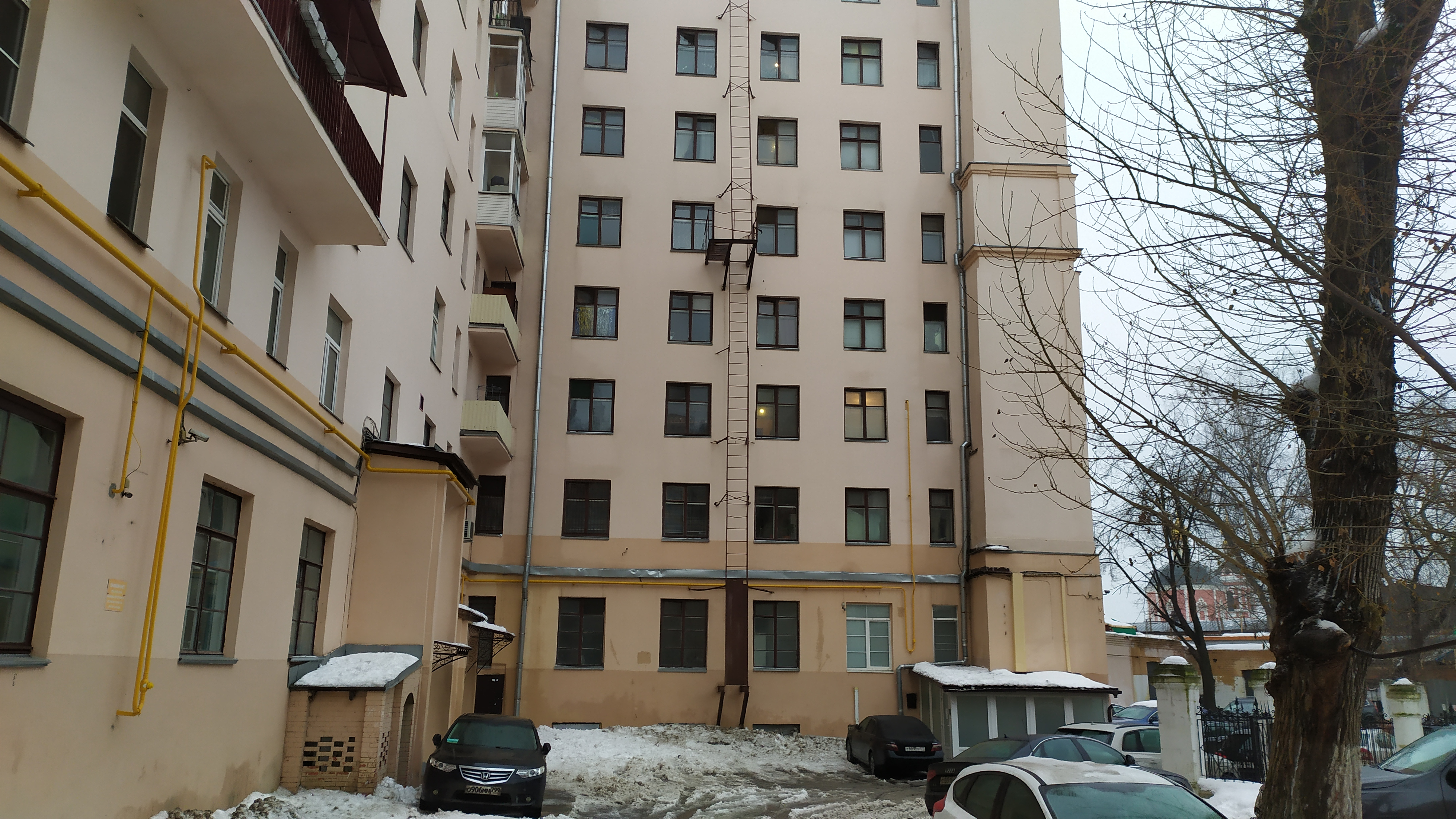
Здание, где на 2-м этаже в 1990-е располагалась редакция газеты «Мегаполис-экспресс»

По данным на январь 1991 года, газета пользовалась повышенным спросом в московских киосках печати.
До сентября 1994 года была общественно-политическим изданием, занимавшим одну нишу с газетой «Московские новости» и журналом «Огонёк». После банкротства и смены кадрового состава осенью 1994 года стала развлекательным изданием — таблоидом и первым российским бульварным еженедельником, предложившим читателям репортажи в стиле «ироничной дезинформации». Пик популярности — в 1996—1998 гг., когда тираж у газеты стал больше, чем у «Известий» и «Правды» вместе взятых. В 2005 году прекратила существование по финансовым причинам.

## Концепция
После 1994 года в период расцвета газеты её героями были женщины-паучихи, лифты-убийцы и крысы-мутанты, рассекающие по московскому метро. Большинство материалов были выдумкой журналистов. Стоявший у истоков обновлённой «Мегаполис-экспресс» писатель Игорь Дудинский спустя годы признавался, что единственной задачей, поставленной редакции, было любой ценой сделать так, «чтоб у читателя мозги вынесло к чёртовой матери».

## Оценка
Владелец изданий «Жизнь», «Известия» и Life.ru Арам Габрелянов вспоминает:

Была такая газета «Мегаполис-экспресс». Я своими глазами видел, что таблоид этот делали человек десять. Я спрашиваю: «А почему вас так мало?» Отвечают: «А зачем больше? Мы сидим и сочиняем, выдумываем, придумываем».— 
Главный редактор газеты «Московский корреспондент» (сентябрь 2007 — апрель 2008) Григорий Нехорошев в интервью Republic отметил следующее: 

А после «Би-би-си» я некоторое время ничего не делал, поскольку там заработал много денег, — читал книжки, писал рассказы, но тянуло в журналистику. И меня пригласили в газету «Мегаполис-экспресс» с просьбой сделать из неё бульварную газету. А я, когда жил в Лондоне, читал жёлтую прессу, — англичане обычно складывают прочитанные за неделю газеты у дверей своих особняков. И я в субботу брал эту пачечку, у какой-нибудь двери, и всё воскресенье читал. И главный редактор «Мегаполис-экспресс», Владимир Палыч Волин, решил переделать эту очень серьёзную газету, чем-то напоминавшую «Московские новости», но худшего качества, более скучную, в «серьёзный» таблоид — всё, что и в настоящих газетах, но с пикантными подробностями. Мы стали делать всё-таки не Sun, а Daily Express, в котором нет придумок, безудержной фантазии. 
Да. Смотрите, в 95-м году, впервые приехала в Россию бывшая любимая женщина Эдуарда Лимонова Елена Щапова, та самая Леночка, которая описана в романе «Это я, Эдичка». Очень эпатажная женщина. Ей было около 50, и она решила поразить Москву — захотела сняться обнажённой, прикрывалась только двумя веерами. Фотосессию делал лучший фотограф. На обложке был заголовок: «Сладкая женщина Лимонова», она — с веером, видна грудь. Но всё это было как будто обои в цветочек… С сексом тогда были проблемы, и секса в «Мегаполис-экспрессе» было мало. Он был с каким-то советским оттенком. 
Но то, что имело эффект (и это уже описано в каких-то академических изданиях по истории современного искусства), — мы впервые, подробно, в каждом номере на разворот, стали писать о современном искусстве, о художниках-акционистах — о Бренере, Кулике… Серьёзные демократические газеты, как, например, «Независимая», их считали фриками, так же считала только появившаяся «Российская газета», а «Куранты» — просто придурками, которые пользуются плодами демократии. Никто о них не писал. А мы просто описывали акции, брали интервью. Я помню, сделал интервью с Олегом Куликом впервые, он говорил, что собирается в стокгольмском Музее современного искусства экспонировать свою работу «Плодородие» — железный бык совокупляется с железной коровой. Там будет стоять такой насос, говорил он, который будет впрыскивать молоко, в мощном экстазе. И вот эту работу, продолжал он, мне пообещал профинансировать банк «Менатеп». Был жуткий скандал — пришли какие-то люди из «Менатепа», серьёзные, в серых костюмах, говорили, что такого не может быть, что мы должны написать опровержение, что это позорит всю идею банковского дела..
— 

## Причины закрытия
По мнению конкурентов, закрытие газеты связано с ошибками менеджмента, с тем, что её содержание перестало соответствовать запросам аудитории. В 2006 году главный редактор «Комсомольской правды» Владимир Сунгоркин заявил: «Читатели хотели, чтобы их повеселили, а в „Мегаполис-экспрессе“ постоянно кого-то долго и тщательно убивали, насиловали, люди начали инстинктивно уклоняться от чтения. В такой газете легче всего было представить рекламу мыла, верёвки и яда».
Главный редактор газеты «Твой день» Тимур Мардер уверен, что проблемы в «Мегаполис-экспрессе» начались за два-три года до закрытия и в основном были связаны с качеством газеты: экономили на контенте, замещая его выдумками журналистов, читатели ожидали от газеты все более качественной информации, а «Мегаполис» по привычке гнался за скандалом, в результате чего было много проигранных судебных процессов.
По данным TNS Gallup AdFact, совокупные рекламные доходы ИД «Мегаполис-экспресс» в 2004 году составили только 810 тыс. долл. (а с учетом скидок — вдвое меньше).

## «Голубцы с говном»
В 2017 году блогер Тимофей Васильев на Avito за 100 000 рублей выставил на продажу исходник интернет-мема «Иван Семёныч угощает голубцами с говном», который сам приобрёл в 2013 году за 2000 рублей на новогоднем аукционе на «Лепрозорий.ру». Мем представляет собой вырезку статьи с заголовком из газеты «Мегаполис-экспресс», вышедшей в конце 1990-х годов. По мнению продавца, «артефакт рассказывает о той свободе и анархии, которая некогда царила в российских печатных СМИ». В январе 2021 года газетная вырезка в рамке была продана за указанную Васильевым сумму.

## Журналисты газеты в разные годы
- Александр Сидячко (1991—2005)
- Вадим Трухачев (псевдоним «Ливадия Тим»)
- Игорь Дудинский
- Екатерина Барабаш
- Николай Троицкий
- Илья Вайс
- Александр Овчаренко
- Григорий Нехорошев
- Мария Дементьева
- Оксана Полонская
- Юрий Васильев
- Василий Гатов
- Юрий Голотюк
- Андрей Николаев
- Елена Дикун
- Федоров Алексей
- Игорь Ачильдиев
- Андрей Пральников
- Игорь Стомахин
- Зуфар Гареев
- Анна Политковская (в период до 1994 года)[11]